# وارن آيزاك
وارن إسحاق (بالإنجليزية: Warren Isaac)‏ مواليد 8 أغسطس 1940 في نيويورك، هو مدرب كرة سلة أمريكي ولاعب سابق. بدأ مسيرته الاحترافية في سنة 1965. تم اختياره من قبل فريق سكرامنتو كينغز خلال الدرافت. يبلغ طوله 6 قدم 8 بوصة (2.0 م). لعب مع نادي ميلانو 1958 لكرة السلة في إيطاليا. اعتزل اللعب في 1971.

## روابط خارجية
- وارن آيزاك على موقع سبورتس رفرنس (الإنجليزية)
- وارن آيزاك على موقع كلية كرة السلة في سبورتس رفرنس.كوم (الإنجليزية)
- وارن آيزاك على موقع ريلجم (الإنجليزية)